# Matias Møvik
Matias Jordal Møvik (Bergen, 16 maggio 1991) è un calciatore e giocatore di calcio a 5 norvegese, attaccante del Vestsiden-Askøy e pivot del Krohnsminde.

## Carriera

### Calcio

#### Club
Møvik ha cominciato a giocare a calcio a livello professionistico nella squadra della sua città, il Brann. Ha giocato il primo match ufficiale il 12 maggio 2008, in Norgesmesterskapet, contro il Loddefjord, quando la sua squadra si è imposta per quattro a uno. Il 2 novembre 2008, ha esordito in campionato, giocando gli ultimi scampoli della partita vinta per uno a zero dal Brann in casa del Vålerenga. Il 24 maggio 2009, ha esordito da titolare, sempre in Coppa di Norvegia, contro il Lyngbø, in una vittoria del Brann per due a zero.
Nel 2010, è stato prestato al Løv-Ham: dopo 21 presenze e 2 reti, il Løv-Ham ha deciso di riscattarne il cartellino. Nel 2012 passò al Fana. Il 22 gennaio 2014, fu ingaggiato dall'Øystese.

### Calcio a 5
Nel 2014-2015, Møvik ha giocato per l'Øystese. L'anno successivo è passato al Krohnsminde, nella massima divisione locale. Vi aveva militato anche nel 2010-2011.